# Marcello Martini (conduttore televisivo)
Marcello Martini (Milano, 25 giugno 1977) è un conduttore televisivo italiano.

## Biografia
È stato un vj di MTV Italia dal 2000, dopo un'esperienza a Disney Channel.
Ha condotto Hit List Italia , Hit List+, Select, On the beach. ha partecipato a MTV Mad.
Agli inizi del anni 2000, con la nascita della nuova rete LA7, Martini ha presentato insieme ad Alvin e altri il programma estivo Fluido nel 2002.
Da sempre appassionato di musica, ha lasciato il ruolo di conduttore, e ha realizzato la pubblicazione, per la Sugar, di un suo brano singolo, nel 2003, intitolato A volte.
Nel 2004 torna alla conduzione televisiva con Reality Zone, rubrica quotidiana dedicata alle vicende dei reality show trasmessi su SKY Vivo, come ad esempio Grande Fratello e L'isola dei famosi.